# Biedów (Pawłów)
Biedów – część wsi Pawłów w Polsce, położona w województwie świętokrzyskim, w powiecie starachowickim, w gminie Pawłów.
W latach 1975–1998 Biedówć administracyjnie należał do województwa kieleckiego.